# Gordon D. Shirreffs
Gordon Donald Shirreffs (* 15. Januar 1914 in Chicago, Illinois; † 9. Februar 1996 Granada Hills, Kalifornien) war ein US-amerikanischer Schriftsteller. Als Pseudonym benutzte er oft auch Gordon Donalds, Stewart Gordon und Jackson Flynn.

## Leben und Wirken
Seine Mutter wanderte aus Schottland ein und ließ sich im Herbst 1913 in Chicago nieder. Seine Schulzeit absolvierte er in seiner Heimatstadt und meldete sich anschließend zur Nationalgarde. Während des Zweiten Weltkriegs war Shirreffs auf den Aleuten (Alaska) stationiert.
Am 7. Februar 1941 heiratete Shirreffs in El Paso (Texas) Alice Johanna Gutwein und hatte mit ihr eine Tochter und einen Sohn.
Nach Kriegsende studierte Shirreffs an der Northwestern University (Chicago) und konnte dieses Studium mit Erfolg (Bachelor) abschließen. 1952 ließ sich Shirreffs in Granada Hills (Kalifornien) nieder und lebte dort bis an sein Lebensende. Neben seiner Arbeit als Schriftsteller versuchte er sich mit wenig Erfolg für einige Zeit auch als Geschäftsmann.

## Werke

### Als Gordon D. Shirreffs
- 1956 Code of the Gun
  - Gesetz der Waffe, dt. von Hansheinz Werner; Pabel, Rastatt 1958.
- 1956 Range Rebel
  - Rebell der Weide: Wildwestroman, dt. von Hansheinz Werner; Pabel, Rastatt 1957.
- 1956 Rio Bravo
  - Rio Bravo, dt. von Hansheinz Werner; Pabel, Rastatt 1957.
- 1957 Son of the Thunder People
- 1957 Ambush on the Mesa
  - Die Todes-Mesa: Western-Roman, dt. von Henry Hartmann; Heyne, München 1967.
- 1957 Fort Vengeance
  - Verrat im Fort: Western-Roman, dt. von Werner Gronwald; Heyne, München 1975, ISBN 3-453-20225-2.
- 1957 Bugles on the Prairie
  - Signale der Grenze, Pabel, Rastatt 1962.
- 1958 Massacre Creek
  - Die verlorene Kompanie, Pabel, Rastatt 1962.
- 1958 Shadow Valley
  - Kugeln aus dem Hinterhalt: Western-Roman, dt. von Alfred Dunkel; Heyne, München 1974, ISBN 3-453-20183-3.
- 1959 Last Train from Gunhill
  - Der letzte Zug von Gun Hill: Roman, dt. von Werner Gronwald; Heyne, München 1960.
- 1959 The Brave Rifles
  - Der Ruf des Coyoten: Western-Roman, dt. von Fritz Moeglich; Heyne, München 1968.
- 1959 Trail´s End
- 1959 Roanoke Raiders
- 1959 The Lonely Gun
  - Der Tod wartet in der Wüste: Western-Roman, dt. von Werner Gronwald; Heyne, München 1972.
- 1959 Renegade Lawman
  - Die Rückkehr des Marshals: Western-Roman, dt. von Alfred Dunkel; Heyne, München 1976, ISBN 3-453-20260-0.
- 1959 Fort Suicide
  - Das Fort der Ausgestossenen: Western-Roman, dt. von Walter Brumm; Heyne, München 1971.
- 1959 Shadow of a Gunman
  - So long, Kid: Roman aus dem amerikanischen Westen, dt. von P. und K. Rahl; Zauberkreis Verlag, Rastatt 1982.
- 1959 The Rebel Trumpet
- 1960 Apache Butte
  - Eine Geisel für Loco, Pabel, Rastatt 1975.
- 1960 They Met Danger
- 1961 The Mosquito Fleet
- 1961 The Proud Gun
  - Der Tod wartet in Sundwon: Western-Roman, dt. von Alfred Dunkel; Heyne, München 1970.
- 1961 Ride a Lone Trail
  - Die Conchas-Fehde: Roman aus dem amerikanischen Westen, dt. von P. und K. Rahl; Zauberkreis Verlag, Rastatt 1982.
- 1961 The Gray Sea Raiders
- 1961 Powder Boy of the Monitor
- 1962 The Valiant Bugles
  - Ritt in die Hölle: Western-Roman, dt. von Maikell Michael; Heyne, München 1973, ISBN 3-453-20174-4.
- 1962 The Border Guidon
  - Einer blieb zurück: Western-Roman, dt. von Richard Augustin; Heyne, München 1973.
- 1962 Hangin´ Pards
  - Bis zur letzten Patrone: Roman aus dem amerikanischen Westen, dt. von P. und K. Rahl; Zauberkreis Verlag, Rastatt 1981.
- 1962 Tumbleweed Trigger
  - Der Windteufel, Pabel, Rastatt 1973.
- 1962 Action Front!
- 1962 Voice of the Gun
- 1962 Rio Desperado
  - Rio Desperado: Roman aus dem amerikanischen Westen, dt. von P. und K. Rahl; Zauberkreis Verlag, Rastatt 1983.
- 1962 The Haunted Treasure of the Espectros
- 1963 The Cold Seas Beyond
- 1963 Slaughter at Broken Bow
  - Die Letzten vom Broken Bow: Western-Roman, dt. von Alfred Dunkel; Heyne, München 1970.
- 1963 Quicktrigger
  - Ranger-Ehre: Roman aus dem amerikanischen Westen, dt. von P. und K. Rahl; Zauberkreis Verlag, Rastatt 1981.
- 1963 The Nevada Gun
- 1963 Gunslingers Three
  - Ein Halleluja für drei Colts: Westernroman, dt. von Otto H. Kuehn; Xenos-Verlagsgesellschaft, Hamburg 1978.
- 1963 Mystery of Lost Canyon
- 1964 Judas Gun
  - Lohn der Hölle: Western-Roman, dt. von Gerd Leetz; Heyne, München 1966.
- 1964 The Hostile Beaches
- 1964 Last Man Alive
  - Der Überfall: Western-Roman, dt. von Alfred Dunkel; Heyne, München 1968.
- 1964 Too Tough to Die
  - Zu zäh zum Sterben, dt. von E. Sander; Pabel, Rastatt 1974.
- 1964 The Hidden Rider of Dark Mountain
  - Das Tal des rauchenden Colts, Pabel, Rastatt 1973.
- 1964 Blood Justice
  - Der Gnadenlose: Western-Roman, dt. von Walter Brumm; Heyne, München 1969.
- 1964 The Secret of the Spanish Desert
- 1965 Now He is Legend
  - Eine Kugel für Tascosa Kid: Western-Roman, dt. von Gerd Leetz; Heyne, München 1966.
- 1965 The Lone Rifle
  - Ein Grab in Montana: Western-Roman, dt. von Helmut Bittner; Heyne, München 1966.
- 1965 The Enemy Seas
- 1966 Barranca
  - Der Silberschatz von la Barranca: Western-Roman, dt. von Richard Augustin; Heyne, München 1969.
- 1966 The Bolo Battailon
- 1967 Southwest Drifter
  - Mach mit oder stirb: Western-Roman, dt. von Alfred Dunkel; Heyne, München 1972.
- 1967 Torpedoes Away!
- 1968 The Godless Breed
  - Zwei eiskalte Halunken: Western-Roman, dt. von Alfred Dunkel; Heyne, München 1969.
- 1968 Five Graves to Boothill
  - Fünf Gräber: Western-Roman, dt. von Richard Augustin; Heyne, München 1970.
- 1968 The Mystery of the Lost Cliff Dwelling
- 1968 The Killer Sea
- 1969 The showdown in Sonora
  - Söldnergold für heisses Blei: Western-Roman, dt. von Alfred Dunkel; Heyne, München 1972.
- 1970 Jack of Spades
  - Klirrende Sporen: Western-Roman, dt. von Fritz Moeglich; Heyne, München 1971.
- 1970 Mystery of the Haunted Mine
- 1970 The Manhunter
  - Das Geheimnis der spanischen Mission: Western-Roman, dt. von Richard Augustin; Heyne, München 1971.
- 1970 Brasada
  - Blutgeld für Brasada: Western-Roman, dt. von Werner Gronwald; Heyne, München 1973.
- 1973 Bowman's Kid
  - Blutige Spur: Western-Roman, dt. von Werner Gronwald; Heyne, München 1974, ISBN 3-453-20207-4.
- 1974 Renegade's trail
  - Die letzte Patrone: Western-Roman, dt. von Alfred Dunkel; Heyne, München 1976, ISBN 3-453-20248-1.
- 1976 The Apache Hunter
  - Apachen sterben einsam: Western-Roman, dt. von Alfred Dunkel; Heyne, München 1977, ISBN 3-453-20301-1.
- 1976 The Marauders
  - Zum Sterben nach Sonora: Western-Roman, dt. von Alfred Dunkel; Heyne, München 1978, ISBN 3-453-20321-6.
- 1977 Rio Diablo
  - Rio Diablo: Western-Roman, dt. von Alfred Dunkel; Heyne, München 1978, ISBN 3-453-20343-7.
- 1977 Legend of the Damned
  - Das Gold der Verdammten: Western-Roman, dt. von Alfred Dunkel; Heyne, München 1979, ISBN 3-453-20361-5.
- 1978 Captain Cutlass
- 1980 Calgaich the Swordsman
- 1981 The Untamed Breed
  - Kershaw, der Trapper: Western-Roman, dt. von Alfred Dunkel; Heyne, München 1983, ISBN 3-453-20534-0.
- 1982 Bold Legend
  - Kershaw, der Patriot: Western-Roman, dt. von Joachim Honnef; Heyne, München 1985, ISBN 3-453-20579-0.
- 1984 Glorieta Pass
  - Kershaw, der Kämpfer: Western-Roman, dt. von Joachim Honnef; Heyne, München 1987, ISBN 3-453-20620-7.
- 1986 The Ghost Dancers
  - Kershaw, der Scout: Western-Roman, dt. von Joachim Honnef; Heyne, München 1987, ISBN 3-453-00669-0.
- 1987 Hell´s Forty Acres
- 1988 Maximilian´s Gold
- 1990 The Walking Sands
- 1990 The Devil´s Dance Floor

### Als Gordon Donalds
- 1956 Arizona Justice
- 1957 Top Gun
  - Mann des Colts: Western-Roman, dt. von Elisabeth Böhm; Heyne, München 1972.

### Als Stewart Gordon
- 1956 Gunswift
  - Der gnadenlose Rächer: Western-Roman, dt. von Alfred Dunkel; Heyne, München 1979, ISBN 3-453-20380-1.

### Als Jackson Flynn
- 1974 Shootout
  - Auf Wiedersehen in der Hölle!, dt. von H. Atkinson; Pabel, Rastatt 1976.
- 1974 Duel at Dodge City
  - Duell in Dodge City: Fernseh-Western, dt. von Ulrike von Sobbe; Bastei Lübbe, Bergisch Gladbach 1978, ISBN 3-404-00934-7.
- 1975 Cheyenne Vengeance
  - Die zwei Leben des Daniel Shay: Fernseh-Western, dt. von Rainer M. Schröder; Bastei Lübbe, Bergisch Gladbach 1978, ISBN 3-404-01048-5.

### Kurzgeschichten
- Ein Ranger gibt nicht auf. Western-Stories, dt. von Alfred Dunkel; Heyne, München 1984, ISBN 3-453-20552-9.
- Das Gesetz der Verdammten: Western-Stories, dt. von Alfred Dunkel; Heyne, München 1985, ISBN 3-453-20582-0.
- Die Rache der Schoschonen: Western-Stories, dt. von Alfred Dunkel; Heyne, München 1986, ISBN 3-453-20601-0.

## Filme
- Richard Bartlett (Regie): The lonesome trail. 1955 (nach dem Roman Silent Beckoning).
- Paul Landres (Regie): Oregon Passage. 1957 (frei nach dem Roman Rio Bravo).
- Camillo Bazzoni (Regie): Ich bin ein entflohener Kettensträfling. 1968 (nach dem Roman Judas Gun).